# Rhytidiadelphus squarrosus
Rhytidiadelphus squarrosus ist ein häufiges Moos, das an passenden Standorten Gräser verdrängen und artreine Moosrasen bilden kann. Den wissenschaftlichen Namen würde man im Deutschen ungefähr mit „Sparriger Runzelbruder“ wiedergeben. Auch „Sparriges Kranzmoos“ oder „Sparriger Runzelpeter“ wird manchmal verwendet.

## Merkmale
Es handelt sich um ein kräftiges, mehr oder weniger unregelmäßig verzweigtes Moos mit aufrechten oder aufsteigenden Stängeln. Es erreicht Höhen von bis zu 15 cm. In der Regel sind die Pflanzen 5–10 cm hoch. Die Farbe schwankt zwischen gelblich grün, blass grün und olivgrün.
Typisch sind die sparrig beblätterten Stämmchen: Die aus einem breit ovalen Grund plötzlich lang zugespitzten Blätter sind in der Mitte deutlich nach unten umgeschlagen. Lediglich die Blätter an den Spitzen der Stämmchen stehen waagerecht ab und bilden dadurch einen sternförmigen Kranz, was die Namensbildung „Kranzmoos“ erklärt. Eine Blattrippe fehlt oder ist kurz und doppelt. Die Blätter sind ganzrandig oder nur an der Spitze gesägt.
Die ovalen Kapseln stehen waagerecht an der Seta und sind etwa 1 bis 2,2 mm lang.

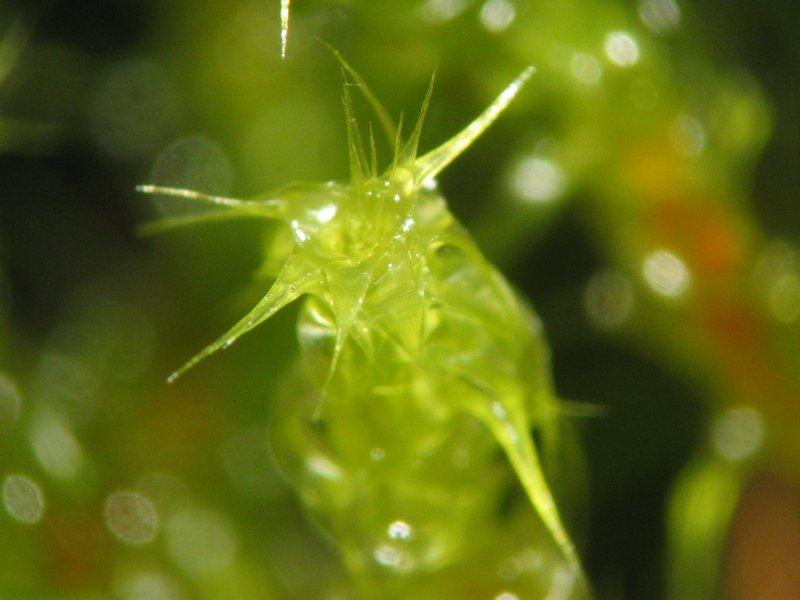
Detail der Spitze des Moospflänzchens

## Verbreitung
Rhytidiadelphus squarrosus ist auf der ganzen Nordhemisphäre und auf Neuseeland verbreitet.
Es wächst auf Erde in Wiesen, Gebüschen oder andernorts zwischen Gras, und zwar sowohl auf mageren als auch auf nährstoffreichen Böden. Es kann ausgedehnte und dichte Rasen bilden. In Mitteleuropa ist es überall häufig und bis in die Innenstädte anzutreffen.

## Sonstiges
Die ähnliche Art Rhytidiadelphus subpinnatus wird manchmal als Unterart von Rhytidiadelphus squarrosus angesehen. Ob es sich um distinkte Arten handelt, ist bisher nicht geklärt.
Die Bryologisch-lichenologische Arbeitsgemeinschaft für Mitteleuropa benannte Rhytidiadelphus squarrosus als Moos des Jahres 2021.

## Einzelnachweis
1. ↑  Moos und Flechte des Jahres 2021